# Tributyltenn
Tributyltenn (TBT), egentligen tributyltennhydrid, är en organisk förening, som ursprungligen togs fram för bekämpning av parasitsjukdomen snäckfeber (bilharzia).
Detta genom att utrota den vattenlevande snäcka som är mellanvärd för parasitmasken Schistosoma, som ger sjukdomen schistosomiasis. Man kom senare fram till att TBT tog död på även andra vattenlevande organismer och därmed var steget inte långt till att använda TBT i skeppsbottenfärger för bekämpning av påväxt.
TBT används även inom skogs- och pappersindustri som konserveringsmedel och som stabiliseringsmedel i mjukplast.

Strukturformel

TBT förekommer i Östersjön men speciellt mycket i de Finska sjöarna.
TBT är ett helt syntetiskt ämne. Produkten är färglös.
TBT består av tre butylkedjor, C4H9, som med en tennatom bildar en hydrid, summaformel C12H28Sn. Butylgruppen ges ibland beteckningen Bu och med detta beteckningssätt kan formeln för tributyltennhydrid skrivas Bu3SnH.
Beteckningen TBT ges ibland något oegentligt även till hexabutyldistannan, Bu3Sn·SnBu3.
Redan i små doser är giftverkan stor. Naturvårdsverket anger 1 ng/l havsvatten som säkerhetsgräns. Sveriges geologiska undersökning (SGU) har funnit mångdubbelt högre halter i vatten till följd av användningen av TBT i skeppsbottenfärger. I svenska kustsediment är halter på 10-100 gånger gränsvärdet vanliga. I hamnar och marinor har man funnit upp till 1 000 gånger högre halter.
Giftverkan består i störningar på kroppens immunförsvar och hormonsystem.
TBT är långlivat i naturen, men i syrerik miljö bryts ämnet långsamt ned i flera steg. Först till dibutyltenn (DBT), som är något mindre giftigt, sedan till monobutyltenn (MBT) och till slut till fri tennjon Sn4+.
I syrefattig miljö, till exempel i Östersjöns döda bottnar, är TBT nästan stabilt. Halveringstider på flera år till decennier har angetts i litteraturen. Vid muddring kan TBT komma att frisläppas och därigenom påverka miljön. Trots att användningsförbud som skeppsbottenfärg infördes 2003 kommer TBT-relaterade skador att fortsätta under många år framöver.